# Juan-Tristán de Francia
Juan-Tristán (8 de abril de 1250-3 de agosto de 1270) fue un príncipe francés de la Dinastía de los Capetos. Fue jure uxoris conde de Nevers 1265-1270, conde de Auxerre y Tonnerre y Conde de Valois y Crépy (1268-1270).

## Infancia
Juan nació en Damietta, Egipto. Era el sexto hijo y el cuarto varón del rey Luis IX de Francia, llamado San Luis después de la canonización, y Margarita de Provenza. Además fue el primero de los tres hijos de esta pareja real que nacieron durante la Séptima Cruzada. Él nació en la egipcia ciudad puerto de Damietta que había sido conquistada por los cruzados en 1249. Según el cronista Jean de Joinville, un viejo caballero actuó como partera durante el nacimiento de Juan. Dos días antes de su nacimiento, el rey fue capturado por los mamelucos, que fue la razón por el que dieron el nombre de Tristán al niño, debido a la ocasión triste. Fue bautizado en la gran mezquita de Damietta que había sido re-consagrada en una iglesia. Un mes más tarde, Damietta tuvo que ser abandonada. Posteriormente Juan pasó su infancia en Tierra Santa, donde nacieron sus hermanos Pedro (1251) y Blanca de Francia (1253).

## Matrimonio
Su padre deseaba que Juan se uniera a la Orden de los Dominicos, pero Juan se resistió a este deseo con éxito. En junio de 1265, se casó con la condesa Yolanda II de Nevers (1247-1280), convirtiéndose en conde de Nevers, Auxerre y Tonnere. En 1268, Juan se convirtió en conde de Valois y Crépy en su propio derecho por su padre el rey, un regalo que recibió como Paréage. No tuvieron descendencia.

## Cruzada
Dos años más tarde, Juan acompañó a su padre durante la Octava Cruzada, que llegó a Túnez en julio. Pero en Túnez el ejército sufrió un brote de disentería. Juan Tristán fue una de las víctimas que murieron de ella, el 3 de agosto de 1270 y tres semanas más tarde, Luis IX también sucumbió a la enfermedad. Ambos cuerpos fueron trasladados a Francia y enterrados en la Basílica de Saint-Denis.
Yolanda, su viuda, se volvió a casar en 1272 con Roberto III de Flandes, el condado de Valois, su prerrogativa, volvió a la Corona.